# Heteropsylla puertoricoensis
Heteropsylla puertoricoensis är en insektsart som beskrevs av Caldwell 1942. Heteropsylla puertoricoensis ingår i släktet Heteropsylla och familjen rundbladloppor. Inga underarter finns listade i Catalogue of Life.